# Znamię (singel)
Znamię – pierwszy singel zespołu Ira pochodzący, a zarazem promujący płytę Znamię, wydaną przez wytwórnię fonograficzną Top Music.
Premiera singla nastąpiła 9 września 1994. Na płycie utwór ten znalazł się na pierwszej pozycji, trwa 4 minuty i 5 sekund, i jest czwartym utworem co do długości, znajdującym się na krążku. Patronat mediowy nad singlem jak i całym krążkiem objęło RMF FM.
Autorem tekstu do utworu jest gitarzysta Piotr Łukaszewski. Tekst adresowany jest do branży muzycznej, do ludzi niekompetentnych, ludzi którzy aby utrzymać się na rynku, aby być ciągle popularnym, gotowi są wyśmiewać się oraz krytykować innych. Między innymi takiej krytyce poddawany był często zespół Ira.
Brzmienie utworu utrzymane jest w ciężkim hard rockowo-thrashmetalowym brzmieniu, połączonym z melodyjnymi i ostrymi riffami gitarowymi, które utrzymane są w średnio szybkim tempie, oraz solówką gitarową. Podobnie jak i w utworze Mój dom, także i tutaj wokalista grupy Artur Gadowski śpiewa w konwencji rapowanej. Utwór ten stał się jednym z najbardziej rozpoznawalnych utworów zespołu.
Utwór cieszył się dużym powodzeniem, chociaż znacznie odbiegał swym brzmieniem od poprzednich dokonań zespołu. Mimo to stał się największym hitem z albumu Znamię. Był regularnie granym utworem podczas trasy promującej krążek, przeważnie jako utwór rozpoczynający koncerty grupy. Rzadziej natomiast pojawiał się na koncertach akustycznych.
Od momentu reaktywacji grupy pod koniec 2001 roku, utwór sporadycznie grany jest na koncertach grupy. Mimo to zespół zagrał ten utwór na swoim jubileuszowym koncercie z okazji 15-lecia istnienia, który się odbył 25 września 2003 roku. Został wykonany w duecie z Pawłem Kukizem. Mimo to utwór na płycie się nie znalazł.
Znamię zostało także zagrane jako utwór rozpoczynający urodzinowy koncert zespołu z okazji 18-lecia istnienia w krakowskim klubie „Studio” w październiku 2006 roku. Utwór mimo swego ostrego brzmienia, zadebiutował także na liście przebojów programu III polskiego radia, docierając najwyżej do 10 miejsca.
Obecnie utwór jest sporadycznie grany na koncertach zespołu.
Utwór został także wykorzystany w popularnym serialu telewizyjnym pt. „Radio Romans” w 1994 roku.

## Teledysk
Zdjęcia do teledysku były kręcone w sierpniu 1994 roku w Warszawie, trwały dwa dni. Pierwszego dnia clip był nagrywany w Warszawie, natomiast następnego dnia, zespół był filmowany podczas koncertu w warszawskim klubie „Stodoła”.
Reżyserem oraz scenarzystą teledysku był Jerzy Grabowski, natomiast produkcją zajęła się firma „Grabfilm”. Premiera telewizyjna odbyła się we wrześniu 1994 roku. Teledysk bardzo często był pokazywany w programach poświęconych tematyce rockowej, m.in. „Clipol” czy „Rock Noc”, i cieszył się dużą popularnością.
Piotr Łukaszewski o utworze „Znamię”:

„Utwór, do którego napisałem i muzykę, i tekst. Jest coś takiego, że jak ktoś jest popularny, to łatwo się potem bije. Jeśli się śmieją z nas tak, jak to robi KAZIK, to bawi mnie to. Widziałem, że koledzy różnie podeszli do tego, ale mi się to podoba. Jeśli Kazik nabija się z nas, nabija się też z naszych fanów, a to już jest niebezpieczne. Skoro jednak przyjął taką wymową artystyczną... Natomiast gdy ktoś to robi tendencyjnie, w sposób niekompetentny, bardzo mnie to denerwuje. Łatwo jest o nas pisać źle, bo nie jesteśmy w Izabelinie, MJM-ie, czy układach radia Brum. I do takich niekompetentnych ludzi, zaplątanych w różne układy, adresowany jest ten utwór.”

(Źródło: Wywiad z Piotrem Łukaszewskim, miesięcznik „Brum” 1994 rok)
Kuba Płucisz o utworze „Znamię”:

„Kończymy z syndromem Białego Gibsona, który tak naprawdę trochę nas nobilitował. W końcu Kazik zawsze uderzał w największych, kościół, Wałęsę, teraz w nas. Niezłe towarzystwo. Tak to już jest jak ktoś chce być modnym, i pragnie utrzymać się na powierzchni koniunktury. O takich osobach opowiada właśnie utwór Znamię”.

(Źródło: Wywiad z Kubą Płuciszem, miesięcznik „Brum” 1994 rok)

## Lista utworów na singlu
CD
1. „Znamię” (P. Łukaszewski – P. Łukaszewski) – 4:05
2. „Nie wierzę” (P. Łukaszewski – A. Gadowski) – 4:13

## Twórcy
Ira
- Artur Gadowski – śpiew, chór
- Wojciech Owczarek – perkusja
- Piotr Sujka – gitara basowa, chór
- Kuba Płucisz – gitara rytmiczna
- Piotr Łukaszewski – gitara prowadząca

Produkcja
- Nagrywany oraz miksowany: lipiec – sierpień w Studio S-4 w Warszawie
- Producent muzyczny: Leszek Kamiński
- Realizator nagrań: Leszek Kamiński
- Kierownik Produkcji: Elżbieta Pobiedzińska
- Aranżacja: Piotr Łukaszewski
- Tekst piosenki: Piotr Łukaszewski
- Skład komputerowy okładki: Sławomir Szewczyk
- Płaskorzeźbę na okładkę wykonał: Rafał Gadowski
- Zdjęcia wykonali: Dariusz Majewski i Andrzej Stachura
- Sponsor zespołu: Mustang Poland

## Notowania
| Pozycja | 49 | 47 | 38 | 32 | 31 | 30 | 31 | 30 | 22 | 21 | 10 | 10 | 15 | 15 | 26 |

- Utwór znajdował się na liście od 16 września do 16 grudnia 1994. Łącznie na liście znajdował się przez 15 tygodni.